# Epagómenos
Epagómenos era el nombre griego de los cinco días añadidos al ciclo de 360 jornadas para completar el año del ciclo solar de 365 días.
Heródoto dejó escrito: 

Los egipcios fueron los primeros  hombres del mundo que descubrieron el ciclo del año, dividiendo su duración, para conformarlo, en doce partes. Afirmaban haberlo descubierto gracias a su observación de los astros.
Heródoto Historia II-4 (traducción de Carlos Schrader)

La invención del calendario civil egipcio surge a principios del tercer milenio a. C. y se tiene evidencias de su uso en época de Shepseskaf, faraón de la dinastía IV de Egipto. El año civil egipcio constaba de 365 días, dividido en tres estaciones de 120 jornadas, más cinco días añadidos, que no constituían un mes aparte. 
Esos días eran denominados por los antiguos egipcios heru renpet «los que están por encima del año», también eran conocidos como mesut necheru «del nacimiento de los dioses», pues se festejaba el nacimiento de cinco deidades egipcias: Osiris, Horus, Seth, Isis y Neftis. Posteriormente, en idioma copto, fueron denominados piabot nkoyxi «el pequeño mes».
La primera evidencia de la existencia de los días epagómenos procede de una inscripción la tumba de Nekanj, un funcionario de la época de Menkaura (Imperio Antiguo). También se mencionan en los Textos de las Pirámides.
Las estaciones se denominaban:
1. Inundación: ajet
2. Siembra o salida: peret
3. Recolección o sequía: shemu

## Mitología
Dyehuty (Toth en griego) creó los cinco días epagómenos, quitándolos de la luminosidad de Jonsu, dios lunar. Estos nuevos días permitieron a Nut parir cinco hijos: Osiris, Haroeris u Horus el viejo, Seth, Isis y Neftis, pues Ra le prohibió tenerlos en el transcurso del año.